# Bofors herrgård
Bofors herrgård var en herrgård i centrala Karlskoga, som uppfördes vid slutet av 1700-talet.
Den siste som bodde på herrgården var bruksdisponent Sven Wingquist. Efter Wingquist slutade herrgården att användas som chefsbostad för att ersättas av en ny byggnad på Boåsberget.
På en klipphylla, under ett av herrgårdsfönstren, satt Erik Gustaf Geijer när han tecknade och målade av Bofors bruk.